# ولز (داکوتای شمالی)
ولز(به انگلیسی: Wales) شهری در ایالت داکوتای شمالی کشور ایالات متحده آمریکا است که جمعیت آن در سرشماری سال ۲۰۱۰ میلادی، ۳۱ نفر بوده‌است.